# Львівсько-варшавська школа
Львівсько-Варшавська школа — об'єднання інтелектуалів, що згуртувалося навколо Казімежа Твардовського наприкінці ХІХ століття і проіснувало до Другої світової війни.

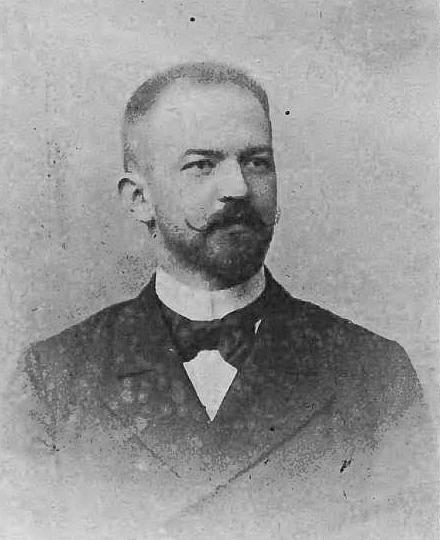
Казімеж Твардовський

Твардовський, учень Франца Брентано, був призначений у 1895 році на кафедру філософії Львівського університету. Він зібрав навколо себе угрупування талановитих логіків та філософів, частина з яких згодом працювала у Варшавському університеті. Представниками школи були Ян Лукасєвич, Казімеж Айдукевич, Станіслав Лєсьнєвський, Тадеуш Котарбіньський, Тадеуш Чежовський, Владислав Вітвіцький, Альфред Тарський, Стефан Балей, Степан Тудор.
Школа спочатку була загальнофілософською, а потім її інтереси змістилися у напрямку логіки. Альфред Тарський ініціював її зв'язки із віденським гуртком. Представники школи працювали над питаннями онтології, мереології та категоріальної граматики.

## Значення школи
Школа стала важливим центром філософської думки у світі. Вчені, виховані на філософській традиції школи, зуміли передати її специфічний стиль філософської практики також поколінням, які виросли після розпаду школи, завдяки чому навіть під час «марксистської зими» її рівень, принаймні в методології, не відрізнявся від світових стандартів. Досягнення школи вплинули й на міжнародну філософію, насамперед у галузі логіки.
Ідеї Тарського щодо питання істини аналізуються донині.
У сучасній польській науці Ян Воленський посилається на спадщину Львівсько-Варшавської школи. У 2013 році отримав нагороду Фундації польської науки за комплексний аналіз діяльності Львівсько-Варшавської школи та введення її досягнень у міжнародний дискурс сучасної філософії[5].